# TuS 08 Langerwehe
Der Turn- und Sportverein 1908 e. V. (kurz: TuS 08 Langerwehe) ist ein Fußballverein – ehemaliger Oberligist und jetziger Bezirksligist – aus Langerwehe im Kreis Düren, Nordrhein-Westfalen. Im November 1999 musste sich der Verein aus wirtschaftlichen Gründen vom laufenden Spielbetrieb zurückziehen. Im Jahr 2002 begann ein kompletter Neubeginn in der Kreisliga C. 2012/13 stieg man von der Kreisliga B in die Kreisliga A auf, 2014/15 folgte der Aufstieg in die Bezirksliga. Im August 2017 wurde ein neuer Kunstrasenplatz mit LED-Flutlichtanlage eingeweiht. Der Stadionname wurde zudem in Autoteile Reinartz Sportpark umgewandelt.

## Erfolge
Der 1908 gegründete Verein spielte mehr als 25 Jahre lang ununterbrochen in der Verbandsliga (13 Jahre) oder in der Oberliga Nordrhein (13 Jahre). Der Verein konnte Ende der 1970er und Anfang der 1980er drei Verbandsligameisterschaften gewinnen. Die Duelle gegen Alemannia Aachen, den Bonner SC, Rot-Weiss Essen und die DFB-Pokal Spiele gegen den MSV Duisburg, Borussia Mönchengladbach (damals noch mit Lothar Matthäus) und insbesondere der 2:1-Erfolg im Wiederholungsspiel der 3. Pokalrunde 1980 gegen den Bundesligisten Hertha BSC, haben der Gemeinde Langerwehe überregionale Bekanntheit verschafft.
Insgesamt siebenmal gingen Mannschaften des TuS Langerwehe für den Fußball-Verband Mittelrhein im DFB-Pokal an den Start und zogen zweimal ins Achtelfinale ein. Durch den überraschenden Sieg 1980 gegen Hertha BSC machte sich der TuS einen Namen als „Pokalschreck“. Im deutschen Fußballmuseum Dortmund ist unter der Rubrik "Helden für einen Tag" dieser Sensationserfolg verewigt worden.

## Chronologische Liste der DFB-Pokal Spiele
- 1974/75: 1. Runde: RW Oberhausen – TuS 08 4:2 n. V.
- 1976/77: 1. Runde: Hertha BSC – TuS 08 7:3
- 1977/78:
  - 1. Runde: TuS 08 – VfB Coburg 3:0
  - 2. Runde: TuS 08 – FV Würzburg 01 1:0 n. V.
  - 3. Runde: TuS 08 – VfL Osnabrück 2:0
  - Achtelfinale: TuS 08 – MSV Duisburg 1:3
- 1978/79: 1. Runde: VfR Heilbronn – TuS 08 1:0
- 1979/80
  - 1. Runde: TuS 08 – SV Hasborn 4:2
  - 2. Runde: Eintracht Trier – TuS 08 0:2
  - 3. Runde: Hertha BSC – TuS 08 0:0 n. V.
  - Entscheidungsspiel: 2:1 für Langerwehe
  - Achtelfinale: SpVgg Bayreuth – TuS 08 5:2 n. V.
- 1980/81
  - 1. Runde: TuS 08 – SV Stuttgart-Rot 5:0
  - 2. Runde: TuS 08 – Borussia M´gladbach 1:7
- 1999/2000
  - 1. Runde: Freilos
  - 2. Runde: TuS 08 – Chemnitzer FC 0:6

## Persönlichkeiten
- Georg Stollenwerk (Trainer)
- Manfred Schlebusch (Trainer)
- Klaus-Dieter Bone
- Günter Delzepich
- Heinz Otten
- Helmut Rombach
- Hubert Schmitz